# 南佐久郡

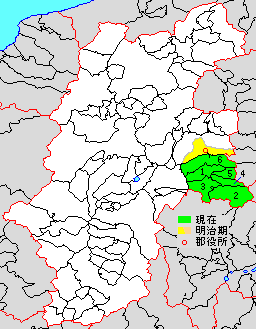
長野県南佐久郡の位置（1.小海町 2.川上村 3.南牧村 4.南相木村 5.北相木村 6.佐久穂町）

南佐久郡（みなみさくぐん）は、長野県の郡である。
人口21,579人、面積767.42km²、人口密度28.1人/km²。（2025年3月1日、推計人口）
以下の2町4村を含む。
- 小海町（こうみまち）
- 川上村（かわかみむら）
- 南牧村（みなみまきむら）
- 南相木村（みなみあいきむら）
- 北相木村（きたあいきむら）
- 佐久穂町（さくほまち）

## 郡域
1879年（明治12年）に行政区画として発足した当時の郡域は、上記2町4村に佐久市の一部（内山、瀬戸、中込、桜井、伴野、根岸、東立科、前山より南東）を加えた区域にあたる。

## 歴史

### 郡発足までの沿革
- 「旧高旧領取調帳」に記載されている、信濃国佐久郡のうち後の本郡域の明治初年時点での支配は以下の通り。●は村内に寺社領が、○は寺社除地[注釈 1]が存在。（1町95村）

| 知行         | 知行                             | 村数     | 村名 |
| ------------ | -------------------------------- | -------- | --- |
| 幕府領       | 幕府領（御影代官所）             | 1町 52村 | 海瀬新田、鎰掛村、馬流村、本間川村、樋口村、海尻村、海之口村、板橋村、○南相木村、広瀬村、樋沢村、川端下村、大窪村、下県村、下県新田、下桜井村、○山田村、○下越村、○北沢村、○下海瀬村、小宮山村、○大日向村、○崎田村、●○余地村、○清川村、○小海村、○内山村、○八那池村、○宮下村、○本間村、○稲子村、○稲子新田村、○平沢村、○北相木村、○大深山村、○居倉村、○御所平村、○原村、○秋山村、○上中込村、○瀬戸村、○平賀村、○梓山村、○中畑村、○宿岩村、○竹田村、●前山村、○平賀新町、下平村、前山新田村、○中桜井村、松原村 |
| 幕府領       | 幕府領（中之条代官所）           | 11村     | 馬越村、本新町村、桜井新田、○五ヶ村新田、○八郡村、○臼田村、○勝間村、○高柳村、●○高野町村、○下畑村、○上畑村 |
| 藩領         | 信濃小諸藩                       | 2村      | 相浜村、原村（現・川上村） |
| 藩領         | 信濃田野口藩                     | 23村     | 跡部村、下小田切村、湯原新田村、大沢新田村、上村新田村、中村、原村（現・佐久市）、鍛冶屋村、湯原村、○上海瀬村、○大沢村、○平林村、○三分村、●○入沢村、○上村、●○田野口村、○糠尾村、○上小田切村、○下村、○三塚村、○沓沢村、○平井村、○大田部村 |
| 藩領         | 信濃岩村田藩                     | 3村      | ○下中込村、○野沢村、○中小田切新田村 |
| 幕府領・藩領 | 幕府領（御影代官所）・竜岡藩     | 1村      | ●上桜井村 |
| 幕府領・藩領 | 幕府領（中之条代官所）・田野口藩 | 1村      | ○取出町村 |
| 幕府領・藩領 | 幕府領（御影代官所）・岩村田藩   | 1村      | ○下中込村 |
| 幕府領・藩領 | 幕府領（中之条代官所）・岩村田藩 | 1村      | ●○中小田切村 |

- 慶応4年2月17日（1868年3月10日） - 幕府領が名古屋藩の管轄となる。
- 明治2年
  - 2月30日（1869年4月11日） - 幕府領が伊那県の管轄となる。
  - 6月22日（1869年7月30日） - 任知藩事にともない田野口藩が改称して竜岡藩となる。
- 明治3年9月17日（1870年10月11日） - 伊那県の管轄区域が中野県の管轄となる。
- 明治4年
  - 6月2日（1871年7月19日） - 竜岡藩が廃藩。国内の領地は中野県の管轄となる。
  - 6月22日（1871年8月8日） - 中野県が改称して長野県となる。
  - 7月14日（1871年8月29日） - 廃藩置県により藩領が小諸県、岩村田県の管轄となる。
  - 11月20日（1871年12月31日） - 第1次府県統合により全域が長野県の管轄となる。
- 明治7年（1874年）12月 - 前山新田・中村・下村が前山村に合併。（1町92村）
- 明治8年（1875年）（1町88村）
  - 下桜井村・中桜井村・桜井新田・上桜井村が合併して桜井村となる。
  - 湯原新田村が湯原村に合併。
- 明治9年（1876年） - 下記の町村の統合が行われる。カッコ内は日付。（62村）
  - 海瀬村 ← 海瀬新田、下海瀬村、上海瀬村（8月2日）
  - 豊里村 ← 鎰掛村、馬流村、八那池村、松原村（同上）
  - 千代里村 ← 本間川村、宮下村、本間村、馬越村、五ヶ村新田（同上）
  - 穂積村 ← 樋口村、崎田村
  - 大明村 ← 板橋村、樋沢村（5月30日）
  - 伴野村 ← 下県村、下県新田、下平村、相浜村（5月）
  - 常和村 ← 山田村、北沢村、清川村（8月2日）
  - 田口村 ← 上中込村、田野口村（同上）
  - 畑村 ← 大窪村、中畑村、下畑村、上畑村
  - 根岸村 ← 竹田村、糠尾村、沓沢村、平井村（5月）
  - 稲子新田村が稲子村に合併。（8月2日）
  - 平賀新町が平賀村に合併。（8月2日）
  - 大沢新田村が大沢村に合併。（6月）
  - 上村新田村が上村に合併。（5月）

### 郡発足以降の沿革
- 明治12年（1879年）1月4日 - 郡区町村編制法の長野県での施行により、佐久郡のうち62村の区域に行政区画としての南佐久郡が発足。郡役所を臼田村に設置。

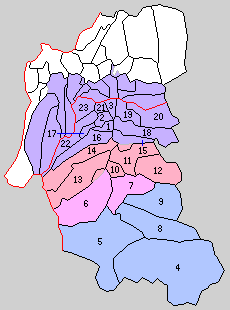
南佐久郡（町村制施行時）1.臼田村 2.野沢村 3.中瀬村 4.川上村 5.南牧村 6.北牧村 7.小海村 8.南相木村 9.北相木村 10.穂積村 11.海瀬村 12.大日向村 13.畑八村 14.栄村 15.青沼村 16.切原村 17.大沢村 (長野県) 18.田口村 19.平賀村 20.内山村 21.桜井村 22.前山村 23.岸野村 現在の行政区画 紫：佐久市 桃：小海町 赤：佐久穂町 青：合併なし

- 明治22年（1889年）4月1日 - 町村制の施行により、以下の町村が発足。特記以外は現・佐久市。（23村）
  - 臼田村 ← 臼田村、下小田切村、勝間村
  - 野沢村 ← 野沢村、原村、取出町村、高柳村、鍛冶屋村、本新町村、跡部村、三塚村
  - 中瀬村 ← 下中込村、瀬戸村
  - 川上村 ← 居倉村、原村、御所平村、大深山村、秋山村、梓山村、川端下村、大明村［樋沢］（現存）
  - 南牧村 ← 海尻村、海ノ口村、広瀬村、平沢村、大明村［板橋］（現存）
  - 北牧村 ← 豊里村、千代里村、稲子村（現・小海町）
  - 小海村（単独村制、現・小海町）
  - 南相木村、北相木村（それぞれ単独村制。現存）
  - 穂積村（単独村制、現・佐久穂町）
  - 海瀬村 ← 海瀬村、余地村（現・佐久穂町）
  - 大日向村（単独村制、現・佐久穂町）
  - 畑八村 ← 畑村、八郡村（現・佐久穂町）
  - 栄村 ← 高野町村、上村、宿岩村（現・佐久穂町）
  - 青沼村 ← 入沢村、平林村
  - 切原村 ← 湯原村、上小田切村、中小田切村、中小田切新田村
  - 大沢村（単独村制）
  - 田口村 ← 田口村、下越村、三分村、常和村［山田・北沢］
  - 平賀村 ← 平賀村、常和村［清川］、大田部村
  - 内山村、桜井村（それぞれ単独村制）
  - 前山村 ← 前山村、小宮山村
  - 岸野村 ← 根岸村、伴野村
- 明治24年（1891年）4月1日 - 郡制を施行。
- 明治26年（1893年）6月30日 - 臼田村が町制施行して臼田町となる。（1町22村）
- 明治30年（1897年）3月9日 - 野沢村が町制施行して野沢町となる。（2町21村）
- 明治32年（1899年）
  - 4月1日 - 中瀬村の一部（瀬戸）が平賀村に編入。
  - 7月18日 - 中瀬村が改称して中込村となる。
- 大正8年（1919年）11月1日 - 中込村が町制施行して中込町となる。（3町20村）
- 大正12年（1923年）4月1日 - 郡会が廃止。郡役所は存続。
- 大正15年（1926年）7月1日 - 郡役所が廃止。以降は地域区分名称となる。
- 昭和29年（1954年）4月1日 - 野沢町・桜井村・岸野村・前山村・大沢村が合併し、改めて野沢町が発足。（3町16村）
- 昭和30年（1955年）
  - 2月1日 - 栄村・海瀬村が合併して佐久町が発足。（4町14村）
  - 8月1日 - 臼田町・切原村が合併し、改めて臼田町が発足。（4町13村）
- 昭和31年（1956年）
  - 8月1日 - 中込町・平賀村・内山村が合併し、改めて中込町が発足。（4町11村）
  - 9月30日（5町6村）
    - 大日向村が佐久町に編入。
    - 田口村・青沼村が合併して田口青沼村が発足。
    - 小海村・北牧村が合併して小海町が発足。
    - 畑八村・穂積村が合併して八千穂村が発足。
- 昭和32年（1957年）4月1日
  - 臼田町・田口青沼村が合併し、改めて臼田町が発足。（5町5村）
  - 八千穂村の一部（穂積の一部[注釈 5]）が小海町に編入。
- 昭和33年（1958年）3月25日 - 小海町の一部（千代里の一部）が八千穂村に編入。
- 昭和34年（1959年）4月1日 - 臼田町の一部（平林の一部[注釈 6]）が佐久町に編入。
- 昭和36年（1961年）4月1日 - 野沢町・中込町が北佐久郡浅間町・東村と合併して佐久市が発足し、郡より離脱。（3町5村）
- 平成17年（2005年）
  - 3月20日 - 佐久町・八千穂村が合併して佐久穂町が発足。（3町4村）
  - 4月1日 - 臼田町が佐久市・北佐久郡望月町・浅科村と合併し、改めて佐久市が発足、郡より離脱。（2町4村）

### 変遷表
| 明治以前       | 明治以前       | 明治初年 - 明治22年    | 明治22年 4月1日 町村制施行 | 明治22年 - 明治45年         | 大正元年 - 昭和29年        | 昭和30年 - 昭和64年          | 昭和30年 - 昭和64年         | 昭和30年 - 昭和64年            | 平成元年 - 現在             | 現在     |
| -------------- | -------------- | ---------------------- | -------------------------- | --------------------------- | -------------------------- | ---------------------------- | --------------------------- | ------------------------------ | --------------------------- | -------- |
| 野沢村         | 野沢村         | 野沢村                 | 野沢村                     | 明治30年3月9日 町制 野沢町  | 昭和29年4月1日 野沢町      | 野沢町                       | 野沢町                      | 昭和36年4月1日 佐久市の一部    | 平成17年4月1日 佐久市の一部 | 佐久市   |
| 原村           | 原村           | 原村                   | 野沢村                     | 明治30年3月9日 町制 野沢町  | 昭和29年4月1日 野沢町      | 野沢町                       | 野沢町                      | 昭和36年4月1日 佐久市の一部    | 平成17年4月1日 佐久市の一部 | 佐久市   |
| 取出町村       | 取出町村       | 取出町村               | 野沢村                     | 明治30年3月9日 町制 野沢町  | 昭和29年4月1日 野沢町      | 野沢町                       | 野沢町                      | 昭和36年4月1日 佐久市の一部    | 平成17年4月1日 佐久市の一部 | 佐久市   |
| 高柳村         | 高柳村         | 高柳村                 | 野沢村                     | 明治30年3月9日 町制 野沢町  | 昭和29年4月1日 野沢町      | 野沢町                       | 野沢町                      | 昭和36年4月1日 佐久市の一部    | 平成17年4月1日 佐久市の一部 | 佐久市   |
| 鍛冶屋村       | 鍛冶屋村       | 鍛冶屋村               | 野沢村                     | 明治30年3月9日 町制 野沢町  | 昭和29年4月1日 野沢町      | 野沢町                       | 野沢町                      | 昭和36年4月1日 佐久市の一部    | 平成17年4月1日 佐久市の一部 | 佐久市   |
| 本新町村       | 本新町村       | 本新町村               | 野沢村                     | 明治30年3月9日 町制 野沢町  | 昭和29年4月1日 野沢町      | 野沢町                       | 野沢町                      | 昭和36年4月1日 佐久市の一部    | 平成17年4月1日 佐久市の一部 | 佐久市   |
| 跡部村         | 跡部村         | 跡部村                 | 野沢村                     | 明治30年3月9日 町制 野沢町  | 昭和29年4月1日 野沢町      | 野沢町                       | 野沢町                      | 昭和36年4月1日 佐久市の一部    | 平成17年4月1日 佐久市の一部 | 佐久市   |
| 三塚村         | 三塚村         | 三塚村                 | 野沢村                     | 明治30年3月9日 町制 野沢町  | 昭和29年4月1日 野沢町      | 野沢町                       | 野沢町                      | 昭和36年4月1日 佐久市の一部    | 平成17年4月1日 佐久市の一部 | 佐久市   |
| 下桜井村       | 下桜井村       | 明治8年 桜井村         | 桜井村                     | 桜井村                      | 昭和29年4月1日 野沢町      | 野沢町                       | 野沢町                      | 昭和36年4月1日 佐久市の一部    | 平成17年4月1日 佐久市の一部 | 佐久市   |
| 中桜井村       |                | 明治8年 桜井村         | 桜井村                     | 桜井村                      | 昭和29年4月1日 野沢町      | 野沢町                       | 野沢町                      | 昭和36年4月1日 佐久市の一部    | 平成17年4月1日 佐久市の一部 | 佐久市   |
| 桜井新田       |                | 明治8年 桜井村         | 桜井村                     | 桜井村                      | 昭和29年4月1日 野沢町      | 野沢町                       | 野沢町                      | 昭和36年4月1日 佐久市の一部    | 平成17年4月1日 佐久市の一部 | 佐久市   |
| 上桜井村       |                | 明治8年 桜井村         | 桜井村                     | 桜井村                      | 昭和29年4月1日 野沢町      | 野沢町                       | 野沢町                      | 昭和36年4月1日 佐久市の一部    | 平成17年4月1日 佐久市の一部 | 佐久市   |
| 竹田村         | 竹田村         | 明治8年5月 根岸村      | 岸野村                     | 岸野村                      | 昭和29年4月1日 野沢町      | 野沢町                       | 野沢町                      | 昭和36年4月1日 佐久市の一部    | 平成17年4月1日 佐久市の一部 | 佐久市   |
| 糠尾村         |                | 明治8年5月 根岸村      | 岸野村                     | 岸野村                      | 昭和29年4月1日 野沢町      | 野沢町                       | 野沢町                      | 昭和36年4月1日 佐久市の一部    | 平成17年4月1日 佐久市の一部 | 佐久市   |
| 沓沢村         |                | 明治8年5月 根岸村      | 岸野村                     | 岸野村                      | 昭和29年4月1日 野沢町      | 野沢町                       | 野沢町                      | 昭和36年4月1日 佐久市の一部    | 平成17年4月1日 佐久市の一部 | 佐久市   |
| 平井村         |                | 明治8年5月 根岸村      | 岸野村                     | 岸野村                      | 昭和29年4月1日 野沢町      | 野沢町                       | 野沢町                      | 昭和36年4月1日 佐久市の一部    | 平成17年4月1日 佐久市の一部 | 佐久市   |
| 下県村         | 下県村         | 明治8年5月 伴野村      | 岸野村                     | 岸野村                      | 昭和29年4月1日 野沢町      | 野沢町                       | 野沢町                      | 昭和36年4月1日 佐久市の一部    | 平成17年4月1日 佐久市の一部 | 佐久市   |
| 下県新田       |                | 明治8年5月 伴野村      | 岸野村                     | 岸野村                      | 昭和29年4月1日 野沢町      | 野沢町                       | 野沢町                      | 昭和36年4月1日 佐久市の一部    | 平成17年4月1日 佐久市の一部 | 佐久市   |
| 下平村         |                | 明治8年5月 伴野村      | 岸野村                     | 岸野村                      | 昭和29年4月1日 野沢町      | 野沢町                       | 野沢町                      | 昭和36年4月1日 佐久市の一部    | 平成17年4月1日 佐久市の一部 | 佐久市   |
| 相浜村         |                | 明治8年5月 伴野村      | 岸野村                     | 岸野村                      | 昭和29年4月1日 野沢町      | 野沢町                       | 野沢町                      | 昭和36年4月1日 佐久市の一部    | 平成17年4月1日 佐久市の一部 | 佐久市   |
| 前山村         | 前山村         | 前山村                 | 前山村                     | 前山村                      | 昭和29年4月1日 野沢町      | 野沢町                       | 野沢町                      | 昭和36年4月1日 佐久市の一部    | 平成17年4月1日 佐久市の一部 | 佐久市   |
| 小宮山村       | 小宮山村       | 小宮山村               | 前山村                     | 前山村                      | 昭和29年4月1日 野沢町      | 野沢町                       | 野沢町                      | 昭和36年4月1日 佐久市の一部    | 平成17年4月1日 佐久市の一部 | 佐久市   |
| 大沢村         | 大沢村         | 明治9年6月 大沢村      | 大沢村                     | 大沢村                      | 昭和29年4月1日 野沢町      | 野沢町                       | 野沢町                      | 昭和36年4月1日 佐久市の一部    | 平成17年4月1日 佐久市の一部 | 佐久市   |
| 大沢新田村     |                | 明治9年6月 大沢村      | 大沢村                     | 大沢村                      | 昭和29年4月1日 野沢町      | 野沢町                       | 野沢町                      | 昭和36年4月1日 佐久市の一部    | 平成17年4月1日 佐久市の一部 | 佐久市   |
| 内山村         | 内山村         | 内山村                 | 内山村                     | 内山村                      | 内山村                     | 昭和31年8月1日 中込町        | 昭和31年8月1日 中込町       | 昭和36年4月1日 佐久市の一部    | 平成17年4月1日 佐久市の一部 | 佐久市   |
| 下中込村       | 下中込村       | 下中込村               | 中瀬村                     | 明治32年7月18日 改称 中込村 | 大正8年11月1日 町制 中込町 | 昭和31年8月1日 中込町        | 昭和31年8月1日 中込町       | 昭和36年4月1日 佐久市の一部    | 平成17年4月1日 佐久市の一部 | 佐久市   |
| 瀬戸村         | 瀬戸村         | 瀬戸村                 | 中瀬村                     | 明治32年4月1日 平賀村に編入 | 平賀村                     | 昭和31年8月1日 中込町        | 昭和31年8月1日 中込町       | 昭和36年4月1日 佐久市の一部    | 平成17年4月1日 佐久市の一部 | 佐久市   |
| 大田部村       | 大田部村       | 大田部村               | 平賀村                     | 平賀村                      | 平賀村                     | 昭和31年8月1日 中込町        | 昭和31年8月1日 中込町       | 昭和36年4月1日 佐久市の一部    | 平成17年4月1日 佐久市の一部 | 佐久市   |
| 平賀村         | 平賀村         | 明治9年8月2日 平賀村   | 平賀村                     | 平賀村                      | 平賀村                     | 昭和31年8月1日 中込町        | 昭和31年8月1日 中込町       | 昭和36年4月1日 佐久市の一部    | 平成17年4月1日 佐久市の一部 | 佐久市   |
| 平賀新町       |                | 明治9年8月2日 平賀村   | 平賀村                     | 平賀村                      | 平賀村                     | 昭和31年8月1日 中込町        | 昭和31年8月1日 中込町       | 昭和36年4月1日 佐久市の一部    | 平成17年4月1日 佐久市の一部 | 佐久市   |
| 常和村         | 常和村         | 明治8年8月2日 常和村   | 平賀村                     | 平賀村                      | 平賀村                     | 昭和31年8月1日 中込町        | 昭和31年8月1日 中込町       | 昭和36年4月1日 佐久市の一部    | 平成17年4月1日 佐久市の一部 | 佐久市   |
| 山田村         | 山田村         | 明治8年8月2日 常和村   | 田口村                     | 田口村                      | 田口村                     | 昭和31年9月30日 田口青沼村   | 昭和32年4月1日 臼田町       | 臼田町                         | 平成17年4月1日 佐久市の一部 | 佐久市   |
| 北沢村         |                | 明治8年8月2日 常和村   | 田口村                     | 田口村                      | 田口村                     | 昭和31年9月30日 田口青沼村   | 昭和32年4月1日 臼田町       | 臼田町                         | 平成17年4月1日 佐久市の一部 | 佐久市   |
| 上中込村       | 上中込村       | 明治8年8月2日 田口村   | 田口村                     | 田口村                      | 田口村                     | 昭和31年9月30日 田口青沼村   | 昭和32年4月1日 臼田町       | 臼田町                         | 平成17年4月1日 佐久市の一部 | 佐久市   |
| 田野口村       |                | 明治8年8月2日 田口村   | 田口村                     | 田口村                      | 田口村                     | 昭和31年9月30日 田口青沼村   | 昭和32年4月1日 臼田町       | 臼田町                         | 平成17年4月1日 佐久市の一部 | 佐久市   |
| 三分村         | 三分村         | 三分村                 | 田口村                     | 田口村                      | 田口村                     | 昭和31年9月30日 田口青沼村   | 昭和32年4月1日 臼田町       | 臼田町                         | 平成17年4月1日 佐久市の一部 | 佐久市   |
| 下越村         | 下越村         | 下越村                 | 田口村                     | 田口村                      | 田口村                     | 昭和31年9月30日 田口青沼村   | 昭和32年4月1日 臼田町       | 臼田町                         | 平成17年4月1日 佐久市の一部 | 佐久市   |
| 臼田村         | 臼田村         | 臼田村                 | 臼田村                     | 明治26年6月30日 町制 臼田町 | 臼田町                     | 昭和30年8月1日 臼田町        | 昭和32年4月1日 臼田町       | 臼田町                         | 平成17年4月1日 佐久市の一部 | 佐久市   |
| 勝間村         | 勝間村         | 勝間村                 | 臼田村                     | 明治26年6月30日 町制 臼田町 | 臼田町                     | 昭和30年8月1日 臼田町        | 昭和32年4月1日 臼田町       | 臼田町                         | 平成17年4月1日 佐久市の一部 | 佐久市   |
| 下小田切村     | 下小田切村     | 下小田切村             | 臼田村                     | 明治26年6月30日 町制 臼田町 | 臼田町                     | 昭和30年8月1日 臼田町        | 昭和32年4月1日 臼田町       | 臼田町                         | 平成17年4月1日 佐久市の一部 | 佐久市   |
| 上小田切村     | 上小田切村     | 上小田切村             | 切原村                     | 切原村                      | 切原村                     | 昭和30年8月1日 臼田町        | 昭和32年4月1日 臼田町       | 臼田町                         | 平成17年4月1日 佐久市の一部 | 佐久市   |
| 中小田切村     | 中小田切村     | 中小田切村             | 切原村                     | 切原村                      | 切原村                     | 昭和30年8月1日 臼田町        | 昭和32年4月1日 臼田町       | 臼田町                         | 平成17年4月1日 佐久市の一部 | 佐久市   |
| 中小田切新田村 | 中小田切新田村 | 中小田切新田村         | 切原村                     | 切原村                      | 切原村                     | 昭和30年8月1日 臼田町        | 昭和32年4月1日 臼田町       | 臼田町                         | 平成17年4月1日 佐久市の一部 | 佐久市   |
| 湯原村         | 湯原村         | 明治8年 湯原村         | 切原村                     | 切原村                      | 切原村                     | 昭和30年8月1日 臼田町        | 昭和32年4月1日 臼田町       | 臼田町                         | 平成17年4月1日 佐久市の一部 | 佐久市   |
| 湯原新田村     |                | 明治8年 湯原村         | 切原村                     | 切原村                      | 切原村                     | 昭和30年8月1日 臼田町        | 昭和32年4月1日 臼田町       | 臼田町                         | 平成17年4月1日 佐久市の一部 | 佐久市   |
| 入沢村         | 入沢村         | 入沢村                 | 青沼村                     | 青沼村                      | 青沼村                     | 昭和31年9月30日 田口青沼村   | 昭和32年4月1日 臼田町       | 臼田町                         | 平成17年4月1日 佐久市の一部 | 佐久市   |
| 平林村         | 一部を除く     | 平林村                 | 青沼村                     | 青沼村                      | 青沼村                     | 昭和31年9月30日 田口青沼村   | 昭和32年4月1日 臼田町       | 臼田町                         | 平成17年4月1日 佐久市の一部 | 佐久市   |
| 平林村         | 一部           | 平林村                 | 青沼村                     | 青沼村                      | 青沼村                     | 昭和31年9月30日 田口青沼村   | 昭和32年4月1日 臼田町       | 昭和34年4月1日 佐久町に編入    | 平成17年3月20日 佐久穂町    | 佐久穂町 |
| 海瀬新田       | 海瀬新田       | 明治8年8月2日 海瀬村   | 海瀬村                     | 海瀬村                      | 海瀬村                     | 昭和30年2月1日 佐久町        | 佐久町                      | 佐久町                         | 平成17年3月20日 佐久穂町    | 佐久穂町 |
| 下海瀬村       |                | 明治8年8月2日 海瀬村   | 海瀬村                     | 海瀬村                      | 海瀬村                     | 昭和30年2月1日 佐久町        | 佐久町                      | 佐久町                         | 平成17年3月20日 佐久穂町    | 佐久穂町 |
| 上海瀬村       |                | 明治8年8月2日 海瀬村   | 海瀬村                     | 海瀬村                      | 海瀬村                     | 昭和30年2月1日 佐久町        | 佐久町                      | 佐久町                         | 平成17年3月20日 佐久穂町    | 佐久穂町 |
| 余地村         | 余地村         | 余地村                 | 海瀬村                     | 海瀬村                      | 海瀬村                     | 昭和30年2月1日 佐久町        | 佐久町                      | 佐久町                         | 平成17年3月20日 佐久穂町    | 佐久穂町 |
| 上村           | 上村           | 明治9年5月 上村        | 栄村                       | 栄村                        | 栄村                       | 昭和30年2月1日 佐久町        | 佐久町                      | 佐久町                         | 平成17年3月20日 佐久穂町    | 佐久穂町 |
| 上村新田村     |                | 明治9年5月 上村        | 栄村                       | 栄村                        | 栄村                       | 昭和30年2月1日 佐久町        | 佐久町                      | 佐久町                         | 平成17年3月20日 佐久穂町    | 佐久穂町 |
| 高野町村       | 高野町村       | 高野町村               | 栄村                       | 栄村                        | 栄村                       | 昭和30年2月1日 佐久町        | 佐久町                      | 佐久町                         | 平成17年3月20日 佐久穂町    | 佐久穂町 |
| 宿岩村         | 宿岩村         | 宿岩村                 | 栄村                       | 栄村                        | 栄村                       | 昭和30年2月1日 佐久町        | 佐久町                      | 佐久町                         | 平成17年3月20日 佐久穂町    | 佐久穂町 |
| 大日向村       | 大日向村       | 大日向村               | 大日向村                   | 大日向村                    | 大日向村                   | 昭和31年9月30日 佐久町に編入 | 佐久町                      | 佐久町                         | 平成17年3月20日 佐久穂町    | 佐久穂町 |
| 馬越村         | 馬越村         | 明治8年8月2日 千代里村 | 北牧村                     | 北牧村                      | 北牧村                     | 昭和31年9月30日 小海町       | 昭和31年9月30日 小海町      | 昭和33年3月25日 八千穂村に編入 | 平成17年3月20日 佐久穂町    | 佐久穂町 |
| 大窪村         | 大窪村         | 明治8年 畑村           | 畑八村                     | 畑八村                      | 畑八村                     | 昭和31年9月30日 八千穂村     | 八千穂村                    | 八千穂村                       | 平成17年3月20日 佐久穂町    | 佐久穂町 |
| 中畑村         |                | 明治8年 畑村           | 畑八村                     | 畑八村                      | 畑八村                     | 昭和31年9月30日 八千穂村     | 八千穂村                    | 八千穂村                       | 平成17年3月20日 佐久穂町    | 佐久穂町 |
| 下畑村         |                | 明治8年 畑村           | 畑八村                     | 畑八村                      | 畑八村                     | 昭和31年9月30日 八千穂村     | 八千穂村                    | 八千穂村                       | 平成17年3月20日 佐久穂町    | 佐久穂町 |
| 上畑村         |                | 明治8年 畑村           | 畑八村                     | 畑八村                      | 畑八村                     | 昭和31年9月30日 八千穂村     | 八千穂村                    | 八千穂村                       | 平成17年3月20日 佐久穂町    | 佐久穂町 |
| 八郡村         | 八郡村         | 八郡村                 | 畑八村                     | 畑八村                      | 畑八村                     | 昭和31年9月30日 八千穂村     | 八千穂村                    | 八千穂村                       | 平成17年3月20日 佐久穂町    | 佐久穂町 |
| 樋口村         | 樋口村         | 明治8年 穂積村         | 穂積村                     | 穂積村                      | 穂積村                     | 昭和31年9月30日 八千穂村     | 八千穂村                    | 八千穂村                       | 平成17年3月20日 佐久穂町    | 佐久穂町 |
| 崎田村         | 一部を除く     | 明治8年 穂積村         | 穂積村                     | 穂積村                      | 穂積村                     | 昭和31年9月30日 八千穂村     | 八千穂村                    | 八千穂村                       | 平成17年3月20日 佐久穂町    | 佐久穂町 |
| 崎田村         | 一部           | 明治8年 穂積村         | 穂積村                     | 穂積村                      | 穂積村                     | 昭和31年9月30日 八千穂村     | 昭和32年4月1日 小海町に編入 | 小海町                         | 小海町                      | 小海町   |
| 小海村         | 小海村         | 小海村                 | 小海村                     | 小海村                      | 小海村                     | 昭和31年9月30日 小海町       | 昭和31年9月30日 小海町      | 小海町                         | 小海町                      | 小海町   |
| 稲子村         | 稲子村         | 明治9年8月2日 稲子村   | 北牧村                     | 北牧村                      | 北牧村                     | 昭和31年9月30日 小海町       | 昭和31年9月30日 小海町      | 小海町                         | 小海町                      | 小海町   |
| 稲子新田村     |                | 明治9年8月2日 稲子村   | 北牧村                     | 北牧村                      | 北牧村                     | 昭和31年9月30日 小海町       | 昭和31年9月30日 小海町      | 小海町                         | 小海町                      | 小海町   |
| 鎰掛村         | 鎰掛村         | 明治8年8月2日 豊里村   | 北牧村                     | 北牧村                      | 北牧村                     | 昭和31年9月30日 小海町       | 昭和31年9月30日 小海町      | 小海町                         | 小海町                      | 小海町   |
| 馬流村         |                | 明治8年8月2日 豊里村   | 北牧村                     | 北牧村                      | 北牧村                     | 昭和31年9月30日 小海町       | 昭和31年9月30日 小海町      | 小海町                         | 小海町                      | 小海町   |
| 八那池村       |                | 明治8年8月2日 豊里村   | 北牧村                     | 北牧村                      | 北牧村                     | 昭和31年9月30日 小海町       | 昭和31年9月30日 小海町      | 小海町                         | 小海町                      | 小海町   |
| 松原村         |                | 明治8年8月2日 豊里村   | 北牧村                     | 北牧村                      | 北牧村                     | 昭和31年9月30日 小海町       | 昭和31年9月30日 小海町      | 小海町                         | 小海町                      | 小海町   |
| 本間川村       | 本間川村       | 明治8年8月2日 千代里村 | 北牧村                     | 北牧村                      | 北牧村                     | 昭和31年9月30日 小海町       | 昭和31年9月30日 小海町      | 小海町                         | 小海町                      | 小海町   |
| 宮下村         |                | 明治8年8月2日 千代里村 | 北牧村                     | 北牧村                      | 北牧村                     | 昭和31年9月30日 小海町       | 昭和31年9月30日 小海町      | 小海町                         | 小海町                      | 小海町   |
| 本間村         |                | 明治8年8月2日 千代里村 | 北牧村                     | 北牧村                      | 北牧村                     | 昭和31年9月30日 小海町       | 昭和31年9月30日 小海町      | 小海町                         | 小海町                      | 小海町   |
| 五ヶ村新田     |                | 明治8年8月2日 千代里村 | 北牧村                     | 北牧村                      | 北牧村                     | 昭和31年9月30日 小海町       | 昭和31年9月30日 小海町      | 小海町                         | 小海町                      | 小海町   |
| 北相木村       | 北相木村       | 北相木村               | 北相木村                   | 北相木村                    | 北相木村                   | 北相木村                     | 北相木村                    | 北相木村                       | 北相木村                    | 北相木村 |
| 南相木村       | 南相木村       | 南相木村               | 南相木村                   | 南相木村                    | 南相木村                   | 南相木村                     | 南相木村                    | 南相木村                       | 南相木村                    | 南相木村 |
| 居倉村         | 居倉村         | 居倉村                 | 川上村                     | 川上村                      | 川上村                     | 川上村                       | 川上村                      | 川上村                         | 川上村                      | 川上村   |
| 原村           | 原村           | 原村                   | 川上村                     | 川上村                      | 川上村                     | 川上村                       | 川上村                      | 川上村                         | 川上村                      | 川上村   |
| 御所平村       | 御所平村       | 御所平村               | 川上村                     | 川上村                      | 川上村                     | 川上村                       | 川上村                      | 川上村                         | 川上村                      | 川上村   |
| 大深山村       | 大深山村       | 大深山村               | 川上村                     | 川上村                      | 川上村                     | 川上村                       | 川上村                      | 川上村                         | 川上村                      | 川上村   |
| 秋山村         | 秋山村         | 秋山村                 | 川上村                     | 川上村                      | 川上村                     | 川上村                       | 川上村                      | 川上村                         | 川上村                      | 川上村   |
| 梓山村         | 梓山村         | 梓山村                 | 川上村                     | 川上村                      | 川上村                     | 川上村                       | 川上村                      | 川上村                         | 川上村                      | 川上村   |
| 川端下村       | 川端下村       | 川端下村               | 川上村                     | 川上村                      | 川上村                     | 川上村                       | 川上村                      | 川上村                         | 川上村                      | 川上村   |
| 樋沢村         | 樋沢村         | 明治8年5月30日 大明村  | 川上村                     | 川上村                      | 川上村                     | 川上村                       | 川上村                      | 川上村                         | 川上村                      | 川上村   |
| 板橋村         | 板橋村         | 明治8年5月30日 大明村  | 南牧村                     | 南牧村                      | 南牧村                     | 南牧村                       | 南牧村                      | 南牧村                         | 南牧村                      | 南牧村   |
| 海尻村         | 海尻村         | 海尻村                 | 南牧村                     | 南牧村                      | 南牧村                     | 南牧村                       | 南牧村                      | 南牧村                         | 南牧村                      | 南牧村   |
| 海ノ口村       | 海ノ口村       | 海ノ口村               | 南牧村                     | 南牧村                      | 南牧村                     | 南牧村                       | 南牧村                      | 南牧村                         | 南牧村                      | 南牧村   |
| 広瀬村         | 広瀬村         | 広瀬村                 | 南牧村                     | 南牧村                      | 南牧村                     | 南牧村                       | 南牧村                      | 南牧村                         | 南牧村                      | 南牧村   |
| 平沢村         | 平沢村         | 平沢村                 | 南牧村                     | 南牧村                      | 南牧村                     | 南牧村                       | 南牧村                      | 南牧村                         | 南牧村                      | 南牧村   |

## 行政
歴代郡長
| 代       | 氏名       | 就任年月日               | 退任年月日                | 備考                   |
| -------- | ---------- | ------------------------ | ------------------------- | ---------------------- |
| 1        | 平井利貞   | 明治12年（1879年）1月4日 |                           |                        |
| 2        | 鳥居義処   | 明治15年（1882年）6月    |                           |                        |
| 3        | 市川量造   | 明治15年（1882年）8月    |                           |                        |
| 郡長代理 | 小林勝三郎 | 明治18年（1885年）3月    |                           |                        |
| 4        | 吉松集躬   | 明治19年（1886年）11月   |                           |                        |
| 5        | 肥田野五郎 | 明治30年（1897年）6月    |                           |                        |
| 6        | 浜音之助   | 明治32年（1899年）5月    |                           |                        |
| 7        | 岩崎亀太郎 | 明治33年（1900年）12月   |                           |                        |
| 8        | 二双石忠治 | 明治35年（1902年）5月    |                           |                        |
| 9        | 本山純信   | 明治39年（1906年）3月    |                           |                        |
| 10       | 岩戸市三郎 | 明治43年（1910年）3月    |                           |                        |
| 11       | 乾長昭     | 大正元年（1912年）12月   |                           |                        |
| 12       | 平川房吉   | 大正3年（1914年）3月     |                           |                        |
| 13       | 安藤兎毛喜 | 大正3年（1914年）9月     |                           |                        |
| 14       | 泉対信之助 | 大正7年（1918年）7月     |                           |                        |
| 15       | 藤根新太郎 | 大正8年（1920年）2月     |                           |                        |
| 16       | 武盛忠太   | 大正10年（1921年）5月    |                           |                        |
| 17       | 小林喜三郎 | 大正12年（1923年）2月    |                           |                        |
| 18       | 但丸留蔵   | 大正13年（1924年）3月    | 大正15年（1926年）6月30日 | 郡役所廃止により、廃官 |